# قميص بحمالة عنق
القميص بحمالة عنق هو نوع من الملابس النسائية، لديه شريطة كتفية واحدة تمر عبر العنق. وهو عموماً يكشف الظهر والعنق.